# Baeotus
Baeotus es un género de lepidópteros de la subfamilia  Nymphalinae, familia Nymphalidae que se encuentra en el Caribe, Centroamérica y Sudamérica.

## Especies
Tiene las siguientes especies reconocidas:
- Baeotus aeilus (Stoll, 1780)
- Baeotus baeotus (Doubleday, 1849)
- Baeotus deucalion (C. & R. Felder, 1860)
- Baeotus japetus (Staudinger, 1885)

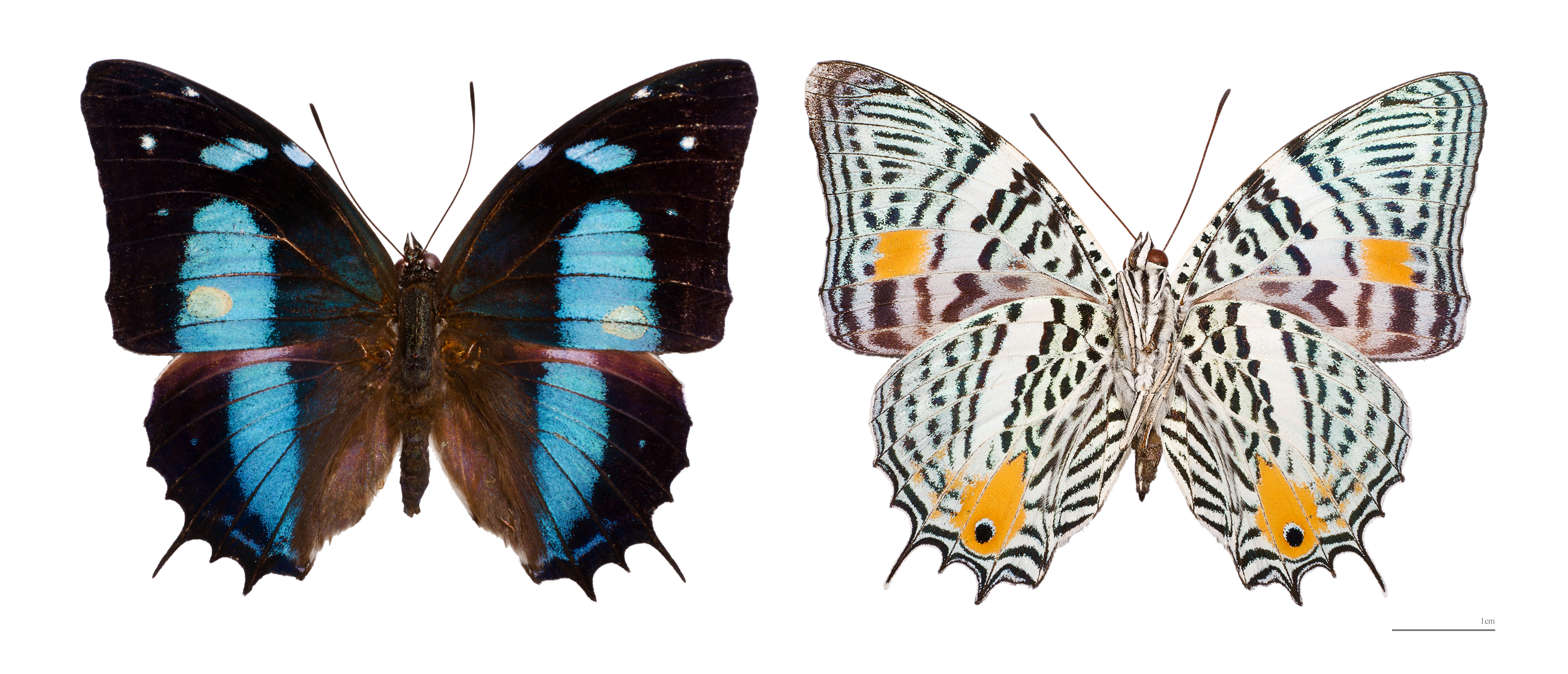
Baeotus aeilus